# Кристиансаннский зоопарк
Кристиансаннский зоопарк (норв. Kristiansand Dyrepark) — комплекс из зоопарка и парка развлечений, расположенный в пригороде Кристиансанна, в фюльке Вест-Агдере (на границе с Лиллесанном), в Сёрланне, в Норвегии.
Площадь комплекса составляет 61 гектар. Кроме зоопарка, в состав комплекса входит также: Кардамоновый город, созданный по подобию города, упомянутого в книге «Люди и разбойники из Кардамона» детского норвежского писателя и драматурга Турбьёрна Эгнера, а также комплекс «Мир капитана Саблезуба», включающий пиратскую деревню «Abra Havn» («Порт Абра») по мотивам сериала Капитан Саблезуб.

## История
Зоопарк был основан 22 апреля 1964 года благодаря инициативе Вилли Тьюмсоса, а в 1965 году идею зоопарка поддержал Эдвард Мосейд, ставший его первым директором. 26 июня 1966 года парк был официально открыт для публики.
В 1993 году акции комплекса появились на фондовой бирже Осло, а в 1996 году были выкуплены компанией «Ludv. G. Braathens Rederi». Постепенно активы парка были перекупаемы холдинговой норвежской компанией Braganza, пока в 2004 году она не приобрела 40 % акций, после чего заключила деловую сделку и в том же году стала полным владельцем развлекательного комплекса.
В 1995 году в парке был открыт комплекс «Мир капитана Саблезуба», включающий пиратскую деревню, ряд аттракционов, ресторанов и магазинов. В летнее время имеется возможность поездок на корабле «Чёрная леди».

## Коллекция зоопарка
В зоопарке содержится около 100 видов животных общей численностью более 800 экземпляров. В 1978 году коллекция зоопарка пополнилась жирафами, привезёнными из ГДР, а в январе 1989 года, впервые в истории Норвегии, удалось добиться их размножения. В настоящее время зоопарк является самым северным местом проживания и размножения этого вида животных.
Зоопарк участвует в программе по сохранению и разведению амурских тигров.

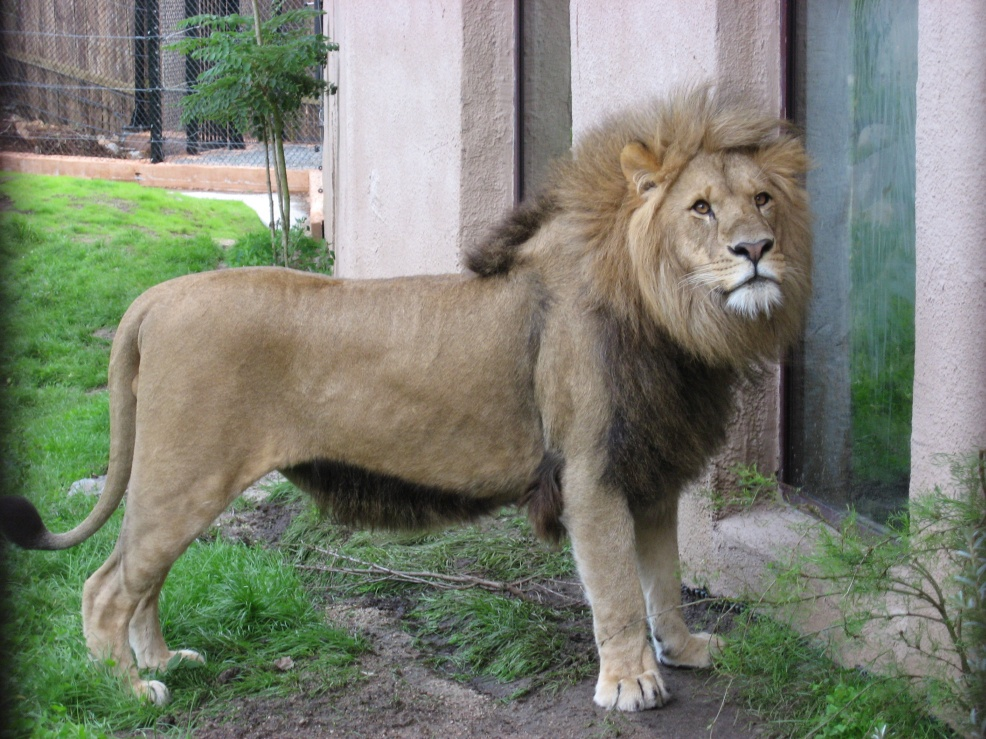
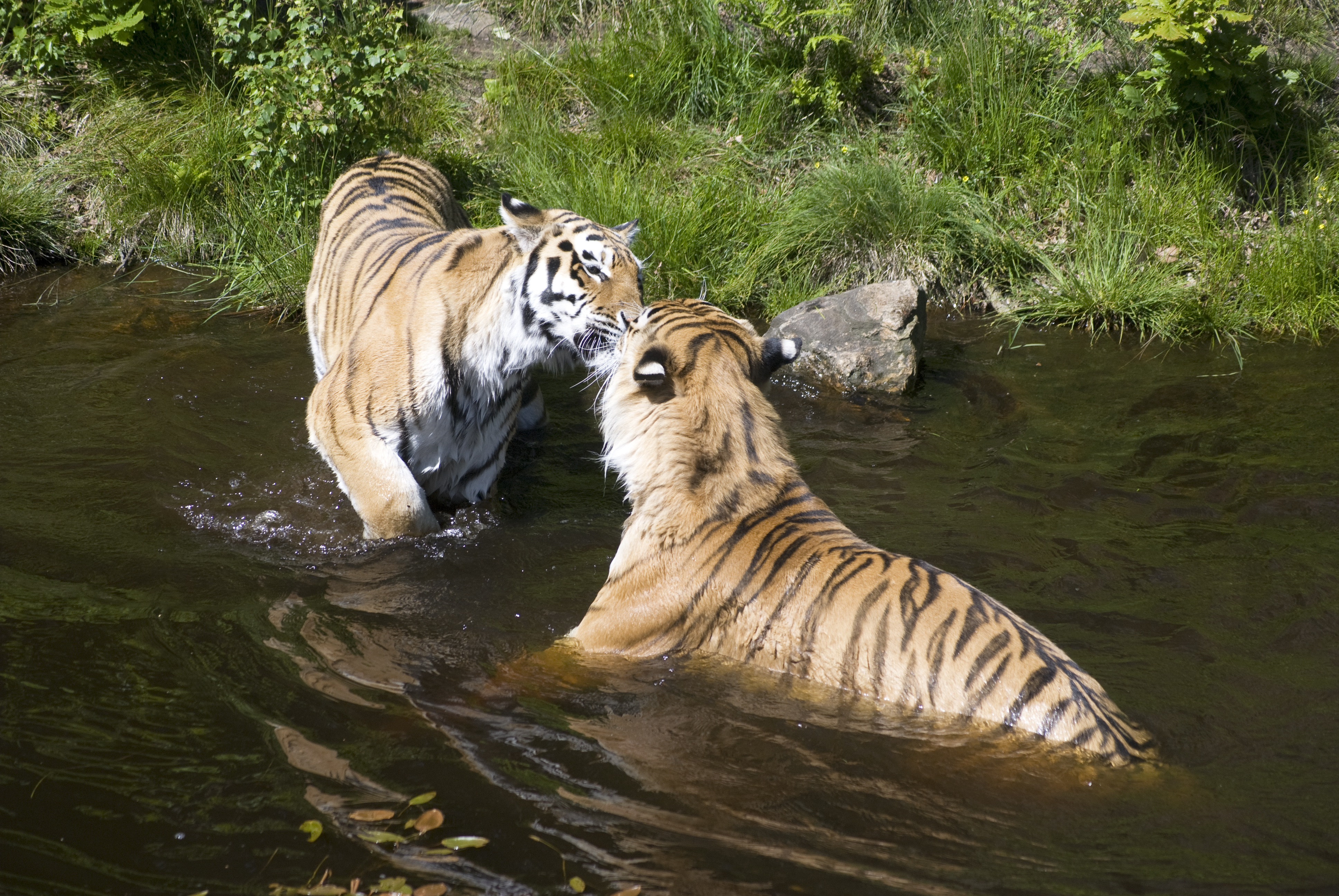
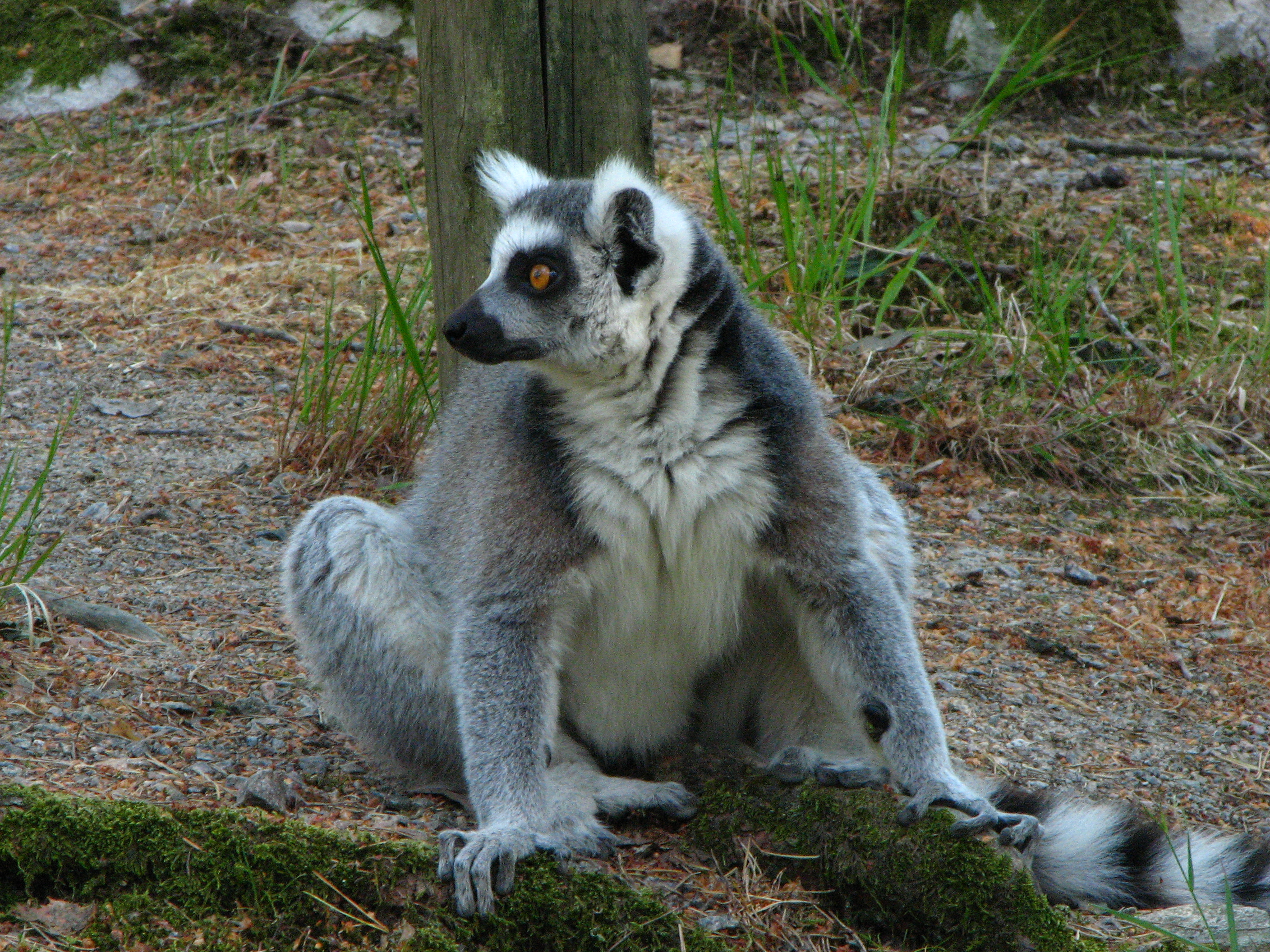
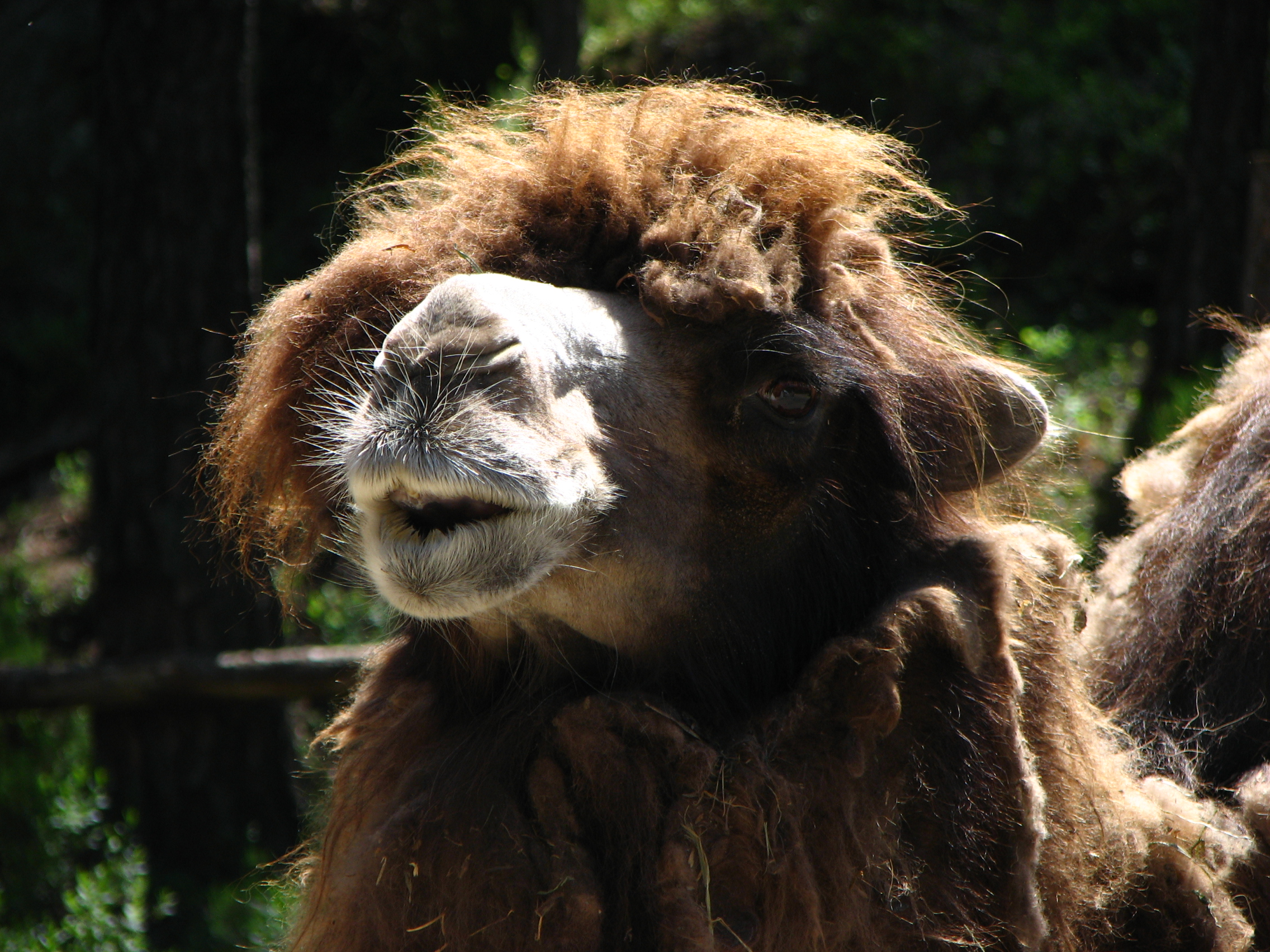

Ряд резонансных случаев, произошедших в зоопарке, широко освещался мировыми СМИ: 6 апреля 2015 года, на глазах посетителей, антилопа напала на застрявшего в ограждении жирафа Мелвина и забила его до смерти; в другом, произошедшем 27 апреля 2016 года, посетители, среди которых были дети, стали свидетелями кормёжки львов, для которых служители принесли целиком тушу зебры с отрубленной головой.

## Посещаемость
В 2015 году число посетителей парка составило 1,026 млн человек, что поставило его на второе место по посещаемости после комплекса Хольменколлен в Осло.
| Года       | 1966    | 1976      | 1986      | 1996      |
| ---------- | ------- | --------- | --------- | --------- |
| Посетители | 109 895 | ↗ 190 000 | ↗ 260 000 | ↗ 526 000 |

| Года       | 2001      | 2006      | 2007      | 2008      | 2009      | 2010      | 2011      | 2012      | 2013      | 2014      | 2015        |
| ---------- | --------- | --------- | --------- | --------- | --------- | --------- | --------- | --------- | --------- | --------- | ----------- |
| Посетители | ↗ 528 850 | ↗ 626 037 | ↗ 670 746 | ↘ 631 210 | ↗ 695 039 | ↗ 758 390 | ↗ 818 000 | ↗ 975 000 | ↘ 869 813 | ↗ 896 778 | ↗ 1 025 096 |